# Zlatan Ibrahimović
Zlatan Ibrahimović, švedski nogometaš bošnjaško-hrvaškega rodu, * 3. oktober 1981, Malmö, Švedska.
Na 519 tekmah v svoji klubski karieri je do zdaj zadel 325 golov.

## Življenje
Ibrahimović je sin bošnjaškega muslimanskega očeta, Šefik Ibrahimović, in hrvaške katoliške matere, Jurka Gravić, odraščal pa je na Švedskem. Svojo nogometno kariero je začel pri desetih letih, ko je začel igrati za FBK Balkan, klub za katerega so v glavnem nastopali emigranti iz Balkana. 
Septembra bo izšel film o njegovem življenju z naslovom Jaz sem Zlatan.

## Klubska kariera
Profesionalno kariero je začel leta 1999, ko je prestopil v Malmö FF, leta 2001 pa je prestopil k Ajaxu. Na Nizozemskem je igral zelo dobro in si prislužil tudi povabilo v švedsko reprezentanco, kjer je nosil dres s številko 10. Poleti 2004 je po odličnih predstavah na Evropskem prvenstvu prestopil v Juventus, ki se je poslovil od prve lige zaradi domnevnega goljufanja in kupovanja tekem, leta 2006 pa k Interju iz Milana. Poleti 2009 se je preselil k španski Barceloni. Ibrahimović je z Barcelono podpisal 5 letno pogodbo. Naslednjo sezono se je zaradi spora z Josepom Guardiolo (takratnim trenerjem Barcelone), preselil nazaj v Italijo v AC Milan. Po dveh uspešnih letih igranja v vrstah AC Milana (v sezoni 2010-2011 so osvojili italijansko ligo Serie A, v sezoni 2011-2012 pa drugo mesto), se je preselil v klub Paris Saint-Germain kjer je s klubom osvojil štiri zaporedne naslove državnega prvaka in postal najboljši strelec kluba vseh časov (156 golov). Po poteku pogodbe s francoskim prvakom (poletje 2016) je prestopil k Manchester Unitedu pod taktirko Joseja Mourinha. Do februarja 2017 je zanj zbral že 33 nastopov in zabil 17 golov.

## Reprezentanca in velika tekmovanja
Ibrahimović je za Švedsko odigral 100 tekem in zabil 50 golov. Debitiral je proti Ferskim otokom leta 2001. Bil je član švedske ekipe na SP 2002 in dvakrat prišel v igro s klopi. Ne EURU 2004 je zabil dva zadetka. V kvalifikacijah za svetovno prvenstvo leta 2006 je dosegel 8 zadetkov. Na svetovnem prventsvu zadetka ni dosegel, Švedi pa so izpadli v osmini finala proti Nemcem. Na EURU 2008 v Avstriji in Švici je ponovno zabil dvakrat. Kljub Zlatanovima dvema goloma so Švedi izpadli po skupinskem delu. Z reprezentanco se mu ni uspelo prebiti na zadnji dve svetovni prvenstvi (2010 in 2014). V obračunu dodatnih kvalifikacij za Svetovno prvenstvo 2014 je moral priznati premoč reprezentanvi Portugalske. Ibrahimović je trenutno najboljši strelec v švedski reprezentanci z 51 goli. Leta 2014 je odigral svojo 100. tekmo za reprezentanco.